# Leonhard Niederlöhner
Leonhard Niederlöhner (né le 12 avril 1854 à Obermögersheim et mort le 20 novembre 1930 dans la même ville) est un aubergiste, fermier, maire et député du Reichstag.

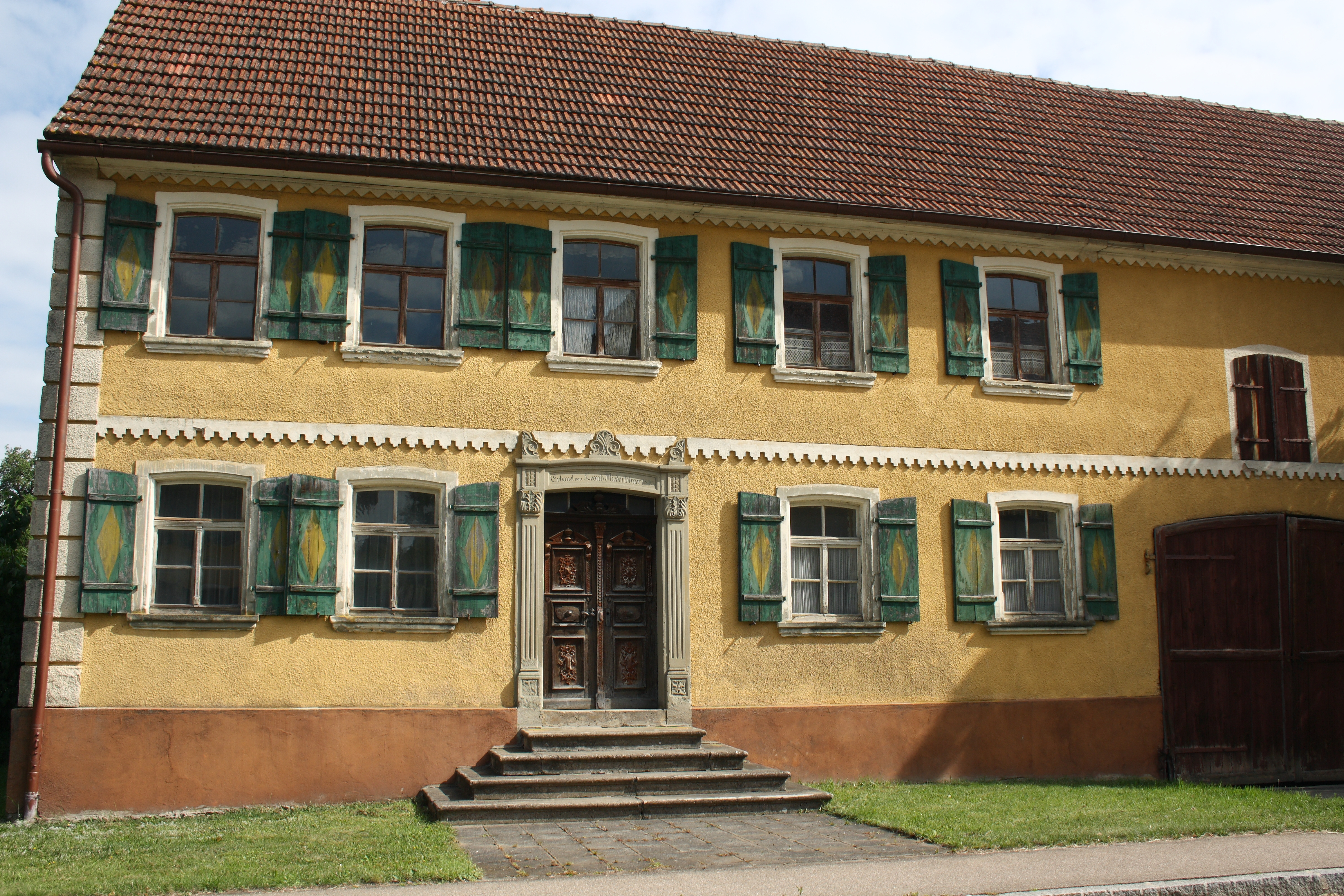
Maison de Leonhard Niederlöhner à Obermögersheim avec une inscription dans le linteau: «Construit par Leonh. Niederlöhner 1895 "

## Biographie
Niederlöhner étudie à l'école primaire et à l'école de formation agricole à Obermögersheim. Il apprend le métier de boulanger et est également actif dans l'économie et la restauration. En 1893, il est élu conseiller municipal et en 1898 maire d'Obermögersheim. De 1880 à 1890, il est le calculateur du bureau de prêt d'Obermögersheim et, depuis 1899, membre du comité du conseil du district de Wassertrüdingen.
De 1907 à 1918, il est député du Reichstag pour la 5e circonscription de Moyenne-Franconie (Dinkelsbühl (de), Gunzenhausen (de), Feuchtwangen (de)) avec la fédération des agriculteurs. Au Reichstag, il rejoint la faction du Parti conservateur allemand.